# Suchdol (ort i Tjeckien, Mellersta Böhmen)
Suchdol är en köping i Tjeckien.   Den ligger i regionen Mellersta Böhmen, i den centrala delen av landet, 60 km öster om huvudstaden Prag. Suchdol ligger 370 meter över havet och antalet invånare är 1 065.
Terrängen runt Suchdol är lite kuperad. Runt Suchdol är det tätbefolkat, med 570 invånare per kvadratkilometer. Närmaste större samhälle är Kutná Hora, 7,3 km öster om Suchdol. Trakten runt Suchdol består till största delen av jordbruksmark.